# Rodrigo Bruni
Rodrigo Bruni (n. Tandil, 3 de septiembre de 1993) es un jugador argentino de rugby que se desempeña en la posición de octavo en el Aviron Bayonnais del Top 14. Formó parte de varias categorías de los seleccionados de su país, inclusive el combinado mayor.

## Carrera

### En clubes
Rodrigo Bruni inició su carrera en su ciudad natal de Tandil, en el club amateur Uncas Rugby Club quien compite en el Torneo del Pampeano B.  En 2014, para poder jugar a un nivel superior, decide incorporarse al Club San Luis de La Plata, jugando en el Torneo URBA y en Nacional de Clubes.
En 2018, fue convocado en el grupo ampliado de la franquicia Jaguares que juega en el Super Rugby.  No jugó ningún partido, pero aún así se mantuvo en el equipo para la temporada de Super Rugby 2019. Hizo su debut en Super Rugby el 16 de febrero de 2019 contra los Lions. 
En diciembre de 2020, tras la exclusión de los Jaguares del Super Rugby, se incorporó al RC Vannes en Pro D2.  Jugó su primer partido con su nuevo equipo el 24 de enero de 2021 contra Béziers. 
Después de una temporada y media en Bretaña, firmó un contrato de dos años con CA Brive a partir de la temporada Top 14 2022-2023.  Después de perderse el inicio de temporada por su participación en el Rugby Championship con su selección, luego por una lesión en el pie, disputó su primer partido con CAB en marzo de 2023.  Al final sólo jugó siete partidos con el club de Brive, antes de marcharse al final de su primera temporada tras su descenso a Pro D2. 
Poco después de su salida de Brive, fichó por dos temporadas con el Aviron Bayonnais en el Top 14. 

### En la selección
Rodrigo Bruni jugó con la selección argentina de reserva (Argentina XV) desde 2017, disputando la Copa de Naciones, el Campeonato de las Américas de Rugby y el Pacific Challenge.
Fue seleccionado por primera vez con la selección argentina en agosto de 2018.   Jugó su primer partido, como suplente, el 10 de noviembre de 2018 durante un test match contra la selección irlandesa en Dublín. Hizo su primera salida como titular dos semanas más tarde contra el equipo escocés. 
En 2019, a pesar de su inexperiencia (3 partidos internacionales) y su no participación en el The Rugby Championship 2019, fue preferido a Facundo Isa en el grupo de 31 jugadores seleccionados por Mario Ledesma para el Mundial de Japón. Jugó un partido durante la competición, contra Estados Unidos. 
El 14 de noviembre de 2020, fue titular en la histórica victoria contra Nueva Zelanda en Parramatta.  
En 2023, es seleccionado para participar en el Campeonato de Rugby y preparar la Copa del Mundo.  El 8 de agosto de 2023, fue anunciado en el grupo final de 33 jugadores seleccionados para competir en el Mundial de Francia. Jugó cinco partidos durante el torneo, todos como suplente.